# Vedlejší postavy v Harrym Potterovi
Zde jsou uvedeny některé vedlejší postavy z Harryho Pottera, románu britské spisovatelky J. K. Rowlingové.

## Batylda Bagshotová
Batylda Bagshotová (angl. Bathilda Bagshot) byla významná historička, autorka Dějin čar a kouzel. Bydlela v Godrikově dole a byla starou přítelkyní Albuse Brumbála, Gellert Grindelwald byl její prasynovec, který se k ní přestěhoval poté, co byl vyloučen z Kruvalu. Bagshotová byla hlavním zdrojem informací pro životopis o Brumbálovi od Rity Holoubkové. Ta tyto informace získala pod vlivem veritaséra. Její paměť byla potom ale asi upravena, protože jí Rita Holoubková poslala svou knihu se vzkazem, že si jejich rozhovor asi nebude pamatovat. Této knihy si všimla Hermiona, když s Harrym navštívili Godrikův důl.
Zemřela před tím, než se Harry dostal do Godrikova dolu, ten se tak se samotnou Batyldou nikdy nesetkal. Byla pravděpodobně zabita Voldemortem, ten její tělo využil jako úkryt pro svého hada Naginiho, který tam měl čekat na Harryho. Měl za úkol na Harryho zaútočit, jakmile se tam objeví.

## Bane
Bane je jeden z kentaurů, kteří obývají Zapovězený les. Poprvé se objevuje v prvním díle, když Harry s dalšími studenty odpykávajícími si školní trest a Hagridem pátrají po zraněném jednorožcovi. Kritizoval Firenzeho, když nesl Harryho na zádech od mrtvého jednorožce, choval se prý jako služebník kouzelníků. Na rozdíl od dalšího kentaura Ronana mluví velice rychle. Ve filmu je velice rezavý.

## Frank Bryce
Frank Bryce byl samotářský veterán z druhé světové války, který pracoval jako správce na panství Raddleových v Malém Visánku. Když Voldemort zabil své prarodiče a otce, byl právě Bryce podezřelý mudlovskou policií. Pro nedostatek důkazů (které ani nemohly existovat, protože Raddleovi byli zabiti kletbou Avada kedavra) byl propuštěn. Obyvatelé Malého Visánku ale stále věřili, že právě Bryce je tím vrahem, a proto se mu vyhýbali.
Na začátku čtvrtého dílu se Voldemort tajně vydá do Malého Visánku. Bryce vyslechne jeho plán na zabití Harryho Pottera, ale Voldemortův had Nagini ho uvidí a Voldemort proto Bryceho prakticky hned zabije. Bryce se pak společně s Cedricem Diggorym, Bertou Jorkinsovou a Harryho rodiči ještě jednou objeví na konci knihy, když spolu Harry a Voldemort bojují při priori incantatem. Albus Brumbál později prohlásí, že si myslí, že Bryce byl využit pro vytvoření Voldemortova posledního viteálu – Naginiho. Rowlingová ale později řekla, že pro tento byla využita již dřívější smrt Berty Jorkinsové.

## Ernie Bourák
Ernie Bourák (angl. Ernie Prang) je řidič Záchranného autobusu a poprvé se objevil ve třetím díle. Má tlusté brýle a je patrno, že moc neumí řídit. Stan, průvodce ze Záchranného autobusu, mu někdy také říká Ern. Ve filmu ho ztvárnil Jimmy Gardner.
Narodil se v roce 1902. Víme, že vzdělání získal v Bradavicích. V srpnu roku 1993 se zúčastnil převozu Harryho Pottera od tetičky a strýčka z Kvikálkova do Londýna. Byl přítomen na pohřbu Albuse Brumbála roku 1997.
Jeho jméno Ernie je po dědečkovi Joanne Rowlingové, příjmení Bourák (orig. Prang) odkazuje k vraku auta.

## Herpo de Foul
Herpo de Foul byl černokněžník pocházející z Řecka. Tento kouzelník vyšlechtil prvního baziliška na světě (tím že nechal slepičí vejce vysedět ropuchou) a také je vynálezcem viteálu. Herpo de Foul učinil veliké objevy v oblasti černé magie a vymyslel spoustu kleteb. Ovládal také schopnost mluvit s hady (dle toho se také předpokládá jeho příbuzenský vztah se Salazarem Zmijozelem). Zvláštností jsou jeho svítivě žluté oči. Není známo, jestli byl již jeho viteál zničen a jestli stále žije. Jeho podobizna je znázorněna na jedné z kartiček od čokoládových žabek.

## Magorian
Magorian je vůdce kentaurů v Zapovězeném lese. Není tak ukvapený jako Bane, lidem však také nedůvěřuje. Objevuje se v knihách Harry Potter a Fénixův řád a Harry Potter a relikvie smrti. Filmově ho ztvárnil Michael Wildman. Zúčastnil se bitvy o Bradavice v posledním díle.

## Nicolas Flamel
Nicolas Flamel je jedna ze dvou postav v celé sérii knih Harry Potter, která je postavena na skutečné postavě. Nicolas Flamel byl francouzským alchymistou. Byl zmíněn pouze v prvním díle. Je jediným člověkem, kterému se kdy podařilo vytvořit Kámen mudrců, díky němuž spolu se svou manželkou Perenellou žili několik století. Flamel také pracoval s Brumbálem na svých alchymistických objevech. Kámen se stane cílem lorda Voldemorta, a tak se ho Flamel rozhodne přesunout od Gringottových do Bradavic. Ale i tam se Voldemort (který posedl Quirella) ke Kameni téměř dostane, a tak se Flamel rozhodne ho zničit. Po jeho zničení on i jeho žena časem zemřeli.

## Gregorovič
Gregorovič byl slavný výrobce kouzelnických hůlek, mj. hůlky Viktora Kruma. Poprvé je zmíněn ve čtvrtém díle, významnější roli sehrál v posledním díle série. Je popisován jako ten, který má „čiré, bílé vlasy a hustý plnovous“.
Kdysi se Gregorovič stal majitelem Bezové hůlky, nejmocnější hůlky na světě a jedné z relikvií smrti. Když poznal její povahu, začal experimentovat a snažil se tuto hůlku napodobit. Tuto hůlku mu jednou ukradl blonďatý chlapec, o kterém později vyšlo najevo, že se jednalo o Gellerta Grindelwalda, tehdejšího blízkého přítele Albuse Brumbála.
Lord Voldemort, který hledal způsob jak porazit Harryho Pottera, zajal Olivandera a mučením z něho dostal informaci o tom, že Gregorovič by mohl vlastnit bezovou hůlku, kterou by Voldemort mohl nejen porazit Harryho, ale mohl by mít nejmocnější hůlku na světě. Voldemort potom Gregoroviče pronásledoval a nakonec ho dostihl a zajal. Chtěl, aby mu vydal bezovou hůlku, ale Gregorovič přiznal, že mu byla před lety ukradena. Voldemort pomocí kouzla Legilimens našel v Gregorovičově paměti vzpomínku na den, kdy byla hůlka ukradena. Voldemort po něm požadoval jméno zloděje, ale Gregorovič mu sdělil, že nikdy nezjistil, kdo oním zlodějem byl. Ač Gregorovič žádal o milost a zachování života, Voldemort na něj seslal smrtící kletbu. Celou scénu zahlédl Harry Potter díky mystickému spojení s Voldemortovou myslí.
Ve filmu ho ztvárnil Rade Šerbedžija.

## Gellert Grindelwald
Gellert Grindelwald je druhý nejhorší černokněžník (po Voldemortovi) všech dob. Poprvé byl zmíněn již v prvním díle na Brumbálově kartičce v čokoládových žabkách. Brumbál Grindelwalda totiž v roce 1945 porazil.
Grindelwald navštěvoval Kruval, ale z toho byl vyloučen kvůli hrůzným experimentům, které dle všeho měly ohrozit na životě jeho spolužáky. Než odešel, vyryl na jednu kruvalskou zeď symbol relikvií smrti. Po vyloučení se přestěhoval ke své pratetě Batyldě Bagshotové do Godrikova dolu, kde se poznal s mladým Albusem Brumbálem se kterým se spřátelil. Vytvářeli spolu plány pro nový světový řád, kde kouzelníci budou vládnout mudlům, pro „větší dobro“. Společně také plánovali pátrání po relikviích smrti.
Grindelwald a Brumbál se společně pohádali s Brumbálovým bratrem Aberforthem. Ten Albusovi vyčítal, že se nestará o jejich sestru Arianu. Ariana ale při této hádce zemřela a nikdo si nebyl jistý, který z nich ji zabil. Po této události Brumbál konečně pochopil, co je Grindelwald zač a přestal ho podporovat. Grindelwald z Godrikova dolu utekl a stal se pánem jedné z relikvií – bezové hůlky, se kterou napáchal mnoho zločinů zejména ve střední a východní Evropě. Podle Viktora Kruma Grindelwaldovy zločiny měly dopad na mnoho studentů Kruvalu a jemu zabil dědečka.
Když Grindelwald získával moc, Brumbál nemohl nijak zasáhnout, protože spolu s Grindelwaldem uzavřeli pokrevní pouto (můžeme přirovnat k neporušitelnému slibu), což znamená, že na sebe navzájem nesmí útočit. V mládí si byli velmi blízcí. K souboji ale nakonec došlo, Brumbál totiž zničil fiólu značící jejich pouto, říká se, že žádný jiný kouzelnický souboj se tomuto už nikdy nevyrovnal. Brumbál v tomto boji získal bezovou hůlku. Po Brumbálově vítězství byl Grindelwald uvězněn ve vězení Nurmengard, které předtím nechal sám vybudovat. Tam ho v sedmém díle objevil Voldemort, když pátral po bezové hůlce. Grindelwald mu řekl, že hůlku nikdy neměl a Voldemort ho zabil (ve filmu mu řekl, že hůlku má Brumbál). Jedna z teorií říká, že chtěl zabránit tomu, aby se Voldemort vloupal do Brumbálova hrobu, kde hůlka měla ležet. Brumbál zmínil, že ke konci života Grindelwald možná svých činů litoval.
Ve filmu Harry Potter a Relikvie smrti ztvárnil Gellerta Grindelwalda anglický herec Jamie Campbell Bower. Ve filmu Fantastická zvířata a kde je najít (2016) i v jeho pokračování Fantastická zvířata: Grindelwaldovy zločiny (2018) ho ztvárnil americký herec Johnny Depp a Colin Farrell. Ve třetím díle Fantastická zvířata: Brumbálova tajemství (2022) poté postavu Grindelwalda ztvárnil dánský herec Mads Mikkelsen.

## Rita Holoubková
Rita Holoubková (angl. Rita Skeeter) je reportérkou Denního věštce, korespondentkou Týdeníku čarodějek, autorkou životopisů. Specializuje se na skandální až bulvární žurnalistiku, k čemuž používá bleskobrk, který automaticky překrucuje to, co říká Ritina „oběť“. Kvůli své profesi se Rita stala také neregistrovaným zvěromágem, mění se v brouka. Tak může nepozorovaně poslouchat „za dveřmi“.
Rita se poprvé objeví ve čtvrtém díle, když píše článek o turnaji tří kouzelnických škol. Z tohoto článku se spíše stal Harryho životopis. Část o Harrym zabírala drtivou většinu článku, na konci byla chybně uvedena jména Viktora Kruma a Fleur Delacourové a jméno Cedrica Diggoryho nebylo uvedeno vůbec. Později udělala rozhovor s Hagridem, po kterém chtěla vědět především informace o Harryho přestupcích apod. (protože tragický příběh chlapce, který zůstal naživu, je vyčerpaný a nikoho už nezajímá). Nakonec z toho vzešel článek Obrovská chyba Albuse Brumbála, kde informovala o Hagridově poloobřím původu a o tom, že Brumbál zaměstnává v Bradavicích mnoho „pochybných“ osob jako vlkodlaka Remuse Lupina, či napůl šíleného Pošuka Moodyho.
Když se později v Prasinkách Hermiona s Ritou pohádá, následuje článek o tom, jak má Hermiona slabost pro slavné chlapce (Viktor Krum, Harry Potter), kterým pak láme srdce. V den třetího úkolu vyjde článek o tom, že je Harry narušený a nebezpečný poté, co ho Rita v podobě brouka vidí v hodině jasnovidectví, jak se zhroutí poté, co viděl, co dělá Voldemort. Na konci čtvrtého dílu Hermiona odhalí, že je Rita zvěromág, v této podobě ji uvězní a pustí ji pod podmínkou, že přestane psát.
V pátém díle jí Hermiona využije, aby udělala s Harrym pravdivý rozhovor o jeho příběhu o Voldemortovi. Ten je pak uveřejněn v Jinotaji. V šestém díle je viděna na Brumbálově pohřbu, jak svírá blok a dělá si poznámky.
Ačkoli v sedmém díle není Rita osobně přítomna, je o ní velmi často zmínka. Napsala totiž Brumbálův životopis pod názvem Život a lži Albuse Brumbála. I když její informace v knize se většinou zakládají na pravdě, Rita si je náležitě upravila. K tomuto životopisu využila také Batyldu Bagshotovou, které podala veritasérum.

## Viktor Krum
Viktor Krum je chytač bulharského famfrpálového mužstva. Na mistrovství světa ve famfrpálu v roce 1994 chytil zlatonku, čímž pro Bulharsko získal 150 bodů, ale celkově vyhrálo Irsko, protože v tu chvíli mělo bodů 160. Viktor Krum je popisovaný jako tichý a uzavřený člověk. V knize bylo uvedeno, že má kolébavou kachní chůzi.
Krum se stal šampiónem Kruvalu v turnaji tří kouzelnických škol. Byl často terčem nedůvěry kvůli tomu, že se v Kruvalu učí černá magie. Často ho také pronásledoval houf fanynek. Krum trávil hodně času v bradavické knihovně, kde také poznal Hermionu Grangerovou a pozval ji na vánoční ples. Zachránil ji také při druhém úkolu. Rita Holoubková napsala článek o tom, že má Hermiona slabost pro slavné chlapce – Kruma, Pottera. Během třetího a posledního úkolu byl Krum očarován Skrkem mladším, ten ho ovládl a Krum použil kletbu Cruciatus na Cedrica Diggoryho, kterého ale zachránil Harry. V turnaji tří kouzelnických škol skončil třetí po obou bradavických šampionech.
Naposledy se pak objevil až v sedmém díle na svatbě Billa a Fleur, kde se mu nelíbil symbol, který měl na šatech Xenofilius Láskorád – symbol relikvií smrti, symbol Grindelwalda.

## Xenofilius Láskorád
Xenofilius Láskorád (angl. Xenophilius Lovegood) je otec Lenky Láskorádové a šéfredaktor Jinotaje, časopisu, který podle Lenky, píše důležité věci, o kterých by lidé měli vědět. Články jsou ale většinou o věcech nebo tvorech, které ve skutečnosti neexistují (ani v kouzelnickém světě), ale Lenka i její otec jim věří, jako třeba o existenci muchlorohých chropotalů nebo škrken. Podle knihy má excentrický vzhled – mírně šilhavé oči, bílé vlasy po ramena. Poprvé se objeví v sedmém díle na svatbě Billa a Fleur jako přítel Weasleyových. Tam má na sobě symbol relikvií smrti, o kterém později vypráví Harrymu, Ronovi a Hermioně.
Nejdříve Xenofilius prostřednictvím svého časopisu Harryho podporuje, ale poté, co Smrtijedi unesou jeho dceru, obrátí. Když ho hlavní trojice přijde navštívit, udá je Smrtijedům. Ti ale utečou, ale nechají se Smrtijedy vidět, aby Xenofiliusovi neublížili, protože jim lhal. Nikdy se na něj kvůli tomu zvlášť nezlobili, protože tento svůj čin spáchal jenom, aby zachránil svou dceru.
Jeho jméno je oproti většinou latinským jménům v sérii odvozeno ze staré řečtiny, má však latinskou koncovku -us, dalo by se přeložit jako Cizomil (xenos – cizí, filein – milovat).

## Lenka Láskorádová
Lenka Láskorádová (angl. Luna Lovegood) je studentka bradavické koleje Havraspáru a chodí do stejného ročníku jako Ginny Weasleyová, tedy o rok níž než Harry Potter. Mezi spolužáky není moc oblíbená a na většinu lidí působí podivínsky, proto jí většina studentů přezdívá „Střelenka“. Její otec Xenofilius Láskorád je redaktorem časopisu Jinotaj (anglicky The Quibbler) a její matka zemřela při experimentování s kouzly. Lenka byla očitým svědkem této smrti, a proto vidí testrály. Je velice upřímná a je to věrná kamarádka. Jejími prakticky jedinými přáteli jsou Neville Longbottom, Harry Potter a Ginny Weasleyová. Ve filmu ji ztvárnila Evanna Lynch.
Objeví se poprvé v pátém díle, (ona a její otec Xenofilius Láskorád jsou však zmíněni již ve čtvrtém díle a to pouze v knize a jejich příjmení ještě není přeloženo jako Láskorádovi), když Harry, Ron a Hermiona vystupují z vlaku a směřují do Bradavic. Seznámí se a vinou Hermioniny indiskrétní poznámky se dozvídají i o její přezdívce a také o tom, že je trochu divná. Velice si rozumí s Harrym, jelikož oba ztratili někoho z rodiny a proto oba (a též i Neville) jako jediní vidí testrály. Je členkou Brumbálovy armády a na konci dílu se zúčastní boje s Voldemortem a jeho Smrtijedy na ministerstvu kouzel.
Ve filmovém zpracování šestého dílu se opět poprvé objeví ve Spěšném vlaku do Bradavic. Když Harryho vybízejí nějaké studentky, aby si šel sednout k nim, že nemusí sedět s Lenkou a Nevillem, Harry řekne, že to jsou jeho přátelé. Lenka na to řekne, že lidé od něj očekávají, že bude mít úžasnější přátele než jsou oni dva, a Harry řekne, že oni dva jsou úžasní. Poté, co Draco omráčí a zneviditelní Harryho, Lenka ho pomocí svých kouzelných brýlí uvidí a postará se o něj ( to bylo ve filmu v knize jej zachránila Tonksová).
Na Vánoce pozve Harry Lenku na večírek Horacia Křiklana. Lenka večírek obohatí svými teoriemi. Později také komentuje famfrpálový zápas mezi Nebelvírem a Mrzimorem, během kterého řekne pouze velmi málo o hře, mluví především o „důležitých věcech“, jako třeba zajímavě vytvarovaných mracích. Některým studentům (např. Ronovi) se ale její komentář líbil.
V sedmém díle Lenka spolu se svým otcem navštíví svatbu Billa a Fleur, během které okamžitě pozná Harryho, skrývajicího se pomocí mnoholičného lektvaru. Potom se vrátí do Bradavic, kde spolu s Ginny a Nevillem obnoví Brumbálovu armádu, která bojuje proti vládě Carrowových. Společně se vloupají do ředitelny Severuse Snapea, aby získali Nebelvírův meč, ale jsou chyceni a potrestáni. Trestem ale bylo jít do Zapovězeného lesa s Hagridem.
Během cesty domů před Vánocemi byla unesena Smrtijedy z Bradavického expresu. Smrtijedi chtěli tak přinutit Xenofiliuse Láskoráda, aby přestal v Jinotaji zveřejňovat informace podporující Harryho. Když Harry, Ron a Hermiona navštíví dům Láskorádových, Xenofilius na ně zavolá Smrtijedy, aby tak zachránil svou jedinou dceru. Trojice ale uteče. Později se s Lenkou setkají v domě Malfoyových. Tam je Lenka uvězněna spolu s panem Ollivanderem, Deanem Thomasem a Griphookem. Všichni jsou zachráněni domácím skřítkem Dobbym, který je přemístí do Lasturové vily, sám ale zemře.
Když se Harry vrátí do Bradavic, aby našel diadém Roweny z Havraspáru, Lenka mu pomůže se dostat do havraspárské společenské místnosti. Lenka omráčí Alektu Carrowovou, když jsou nalezeni. Pak také bojuje v závěrečné bitvě o Bradavice, kdy použije Patronovo zaklínadlo proti mozkomorům. Po Harryho předpokládané smrti bojuje spolu s Hermionou a Ginny proti Belatrix Lestrangeové do té doby, než Belatrixina kletba skoro zasáhne Ginny a boje s Belatrix se chopí Molly Weasleyová, která Smrtijedku zabije. Poté pomůže Harrymu odlákat pozornost, aby si mohl promluvit s Ronem a Hermionou.
Po válce se Lenka stala magizooložkou a nakonec se vdala za Rolfa Scamandera, se kterým má dvojčata Lorcana a Lysandera. Její dobří přátelé Harry Potter a Ginny Weasleyová po ní pojmenovali svou dceru, Lily Lenku.

## Teddy Lupin
Ted Remus Lupin (* duben 1998) je jediným synem Remuse Lupina a jeho ženy Nymfadory, kmotřenec Harryho Pottera. Poprvé je viděn v sedmém díle na fotografii krátce po narození. Je metamorfomág po matce a není vlkodlakem a ani nemá žádné vlkodlačí rysy, jak se obával jeho otec. Pak je zmíněn v epilogu, kde ho Harryho syn James vidí, jak se líbá s Victoire Weasleyovou, dcerou Fleur a Billa Weasleyových. Jeho jedinými známými žijícími příbuznými jsou jeho babička Andromeda, která ho vychovala, když jeho rodiče zemřeli. Nežije se svým kmotrem, ale jsou si velmi blízcí – Harry říká, že k nim chodí čtyřikrát týdně na večeři.

## Narcisa Malfoyová
Narcisa Malfoyová (roz. Blacková; přezdívka „Cissa“ nebo „Sissy“) je nejmladší dcera Cygnuse Blacka a Druely Rosierové a je čistokrevnou kouzelnicí. Má dvě sestry – Belatrix a Andromedu, kterou rodina zavrhla kvůli sňatku s „mudlovským šmejdem“ Tedem Tonksem. Studovala v Bradavické škole čar a kouzel ve Zmijozelu. Je vysoká, hubená, má modré oči a blond vlasy s  černým melírem.
Po dokončení školy se provdala dle rodinného hesla Blacků Toujours pur (Navždy čistý) za čistokrevného kouzelníka a Smrtijeda Luciuse Malfoye. Spolu mají jediné dítě, syna Draca. Ačkoli je popisována jako chladná a povýšená, svého muže a syna miluje. Stala se Smrtijedkou jako její nejstarší sestra Belatrix, její švagr Rodolfus, její muž nebo později i její syn. Narcisa se stala ženou čistokrevného Smrtijeda jen kvůli strachu z rodiny a její posedlosti čistou krví; sama je ale přívětivá a přátelská, tyto vlastnosti však nedává moc najevo.
Poprvé se objevuje ve čtvrtém díle, když doprovází svého muže a syna na mistrovství světa ve famfrpálu.
V šestém díle se s ní setkáme už v druhé kapitole, kdy jde požádat Severuse Snapea, aby pomáhal jejímu synovi v úkolu, který mu dal Voldemort. V této kapitole se dají také vyčíst rodinné vztahy sester Blackových. Belatrix, jindy tak oddaná Pánu zla, doprovází svou sestru ke Snapeovi. Cestou ji přemlouvá, aby Snapeovi nevěřila. Později se objeví v krámku madame Malkinové – Hábity pro každou příležitost, kde si Draco chce nechat ušít školní hábit. V krámku dojde ke slovní potyčce mezi Harrym, Ronem a Dracem, Malfoyovi poté krámek opouštějí.
V posledním díle se z jejího a Luciusova sídla Malfoy Manor stane základna a vězení Smrtijedů. Je zde popsána situace, kdy se Voldemorta bojí a možná se jí i hnusí. Její rodina je v tomto díle podrobena výsměchu a vzteku lorda Voldemorta. Když Voldemort zabije jeden ze svých viteálů v Harrym a myslí si, že je Harry mrtvý, pověří v Zapovězeném lese Pán zla Narcissu, aby zjistila, zda je skutečně mrtvý. Když Narcisa zjistí, že Harry žije, ptá se ho, jestli Draco žije. Pro ni jediný způsob, jak se dostat do Bradavic a setkat se s rodinou, je jít v čele vítězné armády. Proto zalže, že je Harry mrtvý. Společně se Smrtijedy jde tedy do Bradavic. Poslední bitvy se už neúčastní, protože ani ona ani její muž nemají hůlky. Oba dva jen zoufale hledají svého jediného syna. Na konci nevědí, jak se mají chovat po Voldemortově pádu. Díky Narcissině pomoci Harrymu nešel ani jeden z Malfoyových do Azkabanu.

## Olympa Maxime
Olympa Maxime je ředitelkou Krásnohůlek, francouzské kouzelnické školy. Je popisována jako elegantní, oblékaná do černých saténových rób, má olivovou kůži a krásné rysy, ale je velmi vysoká. Předpokládá se, že její výška je způsobena tím, že je poloobryně, ona to ale popírá. Hagridovi na první pohled padne do oka a začne se jí dvořit. V pátém díle navštíví spolu s Hagridem obry, aby získali jejich podporu pro Brumbála a ne pro Voldemorta. Na zpáteční cestě ho ale opustí, protože Hagrid si domů vede svého nevlastního bratra – Drápa. V šestém díle se objeví na Brumbálově pohřbu. Její rodné jméno připomíná bohy z řecké mytologie, kteří sídlili na hoře Olymp, maximal znamená francouzsky (a v jiných jazycích) největší.

## Garrick Ollivander
Garrick Ollivander je výrobce kouzelnických hůlek, má obchod na Příčné ulici. Pamatuje si každou hůlku, kterou kdy prodal a vyrobil, což nesčetněkrát dokáže. Poprvé se objeví v prvním díle, kde prodá hůlku Harrymu a považuje za zvláštní, že si Harryho vybrala zrovna sestra hůlky Harryho nepřítele – lorda Voldemorta.
Ve čtvrtém díle se objeví při obřadu převažování hůlek (kontroly) při turnaji tří kouzelnických škol. V šestém díle se objeví zpráva, že zavřel svůj obchod a byl unesen.
V sedmém díle byl objeven hlavní trojicí v domě Malfoyových, kde byl uvězněn Smrtijedy spolu s Lenkou Láskorádovou, se kterou si přirostli k srdci – udržovali se navzájem naživu. Oba byli zachráněni Dobbym. Po útěku hlavní trojici řekne nějaké informace o bezové hůlce, pak bydlí u tetičky Muriel.

## Madam Rosmerta
Madam Rosmerta je majitelka Tří košťat, hostince v Prasinkách. Ve třetím díle je nespokojená, protože mozkomorové, kteří hlídají Prasinky jí odhánějí zákazníky. Během jejího rozhovoru s McGonagallovou, Kratiknotem, Hagridem a Popletalem se Harry dozví o tom, že je Sirius Black jeho kmotr.
V šestém díle ji dostane Draco Malfoy pod kletbu Imperius a ona tak dá Katie Bellové nebezpečný náhrdelník, který má doručit Brumbálovi, později pošle Křiklanovi otrávenou medovinu, protože to měl být vánoční dárek pro Brumbála. S Malfoyem komunikovali pomocí falešných galeonů – inspirace u Hermiony. Když se Brumbál a Harry vydali na cestu k viteálu, dala Dracovi informaci, že je Brumbál mimo školu. Tak se dostali Smrtijedi do Bradavic a za důsledek to mělo smrt Brumbála.

## Stan Silnička
Stan Silnička (angl. Stan Shunpike) je mladý průvodčí Záchranného autobusu. Poprvé se objevil ve třetím díle, kde s Harrym mluvil cestou do Londýna. Ve čtvrtém díle na mistrovství světa ve famfrpálu vílám tvrdí, že je budoucí ministr kouzel. V pátém díle řekne Harrymu, že nevěří tomu, co se o něm píše, když jede spolu s dalšími lidmi do Bradavic po vánočních prázdninách. V šestém díle je zatčen jako Smrtijed a uvězněn v Azkabanu. Harry ani Brumbál nevěří, že je Smrtijedem, ale ministerstvo ho nechá uvězněného, aby to vypadalo, že dělá pokroky. Harry i kvůli tomu odmítne dělat ministerstvu „maskota“. V sedmém díle útočil po boku Smrtijedů na výpravu, která měla za úkol převést Harryho od Dursleyových do bezpečí, pravděpodobně byl pod vlivem kletby Imperius. Ve filmu ho hrál Lee Ingleby.

## Hepziba Smithová
Hepziba Smithová (angl. Hepzibah Smith) byla představena v šestém díle v Brumbálově myslánce jako starší bohatá čarodějka, která ráda kupovala kouzelnické starožitnosti, artefakty. Tom Rojvol Raddle ji často navštěvoval jako zaměstnanec u Borgina a Burkese. Hepziba mu ukázala své největší bohatství – šálek Helgy z Mrzimoru a medailonek Salazara Zmijozela. Jen pár dní po tom, co mu tyto památky ukázala, byly ukradeny a Hepziba byla mrtvá. Raddle vpravil Hepzibině skřítce Hokey vzpomínku, podle které měla skřítka svou paní otrávit. Z obou artefaktů se staly viteály.

## Edward Tonks
Ted Tonks je manžel Andromedy Tonksové, je čarodějem z mudlovské rodiny. Když si vzal svou ženu, vyvolalo to velkou nevoli mezi ostatními členy čistokrevného rodu Blacků. Poté, co se ministerstva chopili Smrtijedi, odmítl se zaregistrovat jako kouzelník, který se narodil mudlům, a raději utekl. Na útěku potkal skřety Griphooka a Gornuka, Deana Thomase a Dirka Creswella. Ted je zabit lovci, kteří zabili i Gornuka a Creswella. Jeho vnuk je pojmenován po něm.

## Andromeda Tonksová
Andromeda Tonksová (roz. Blacková) je dcerou Cygnuse a Druelly Blackových, sestra Narcisy Malfoyové a Belatrix Lestrangeové. Byla vyškrtnuta na rodinném rodokmenu na Grimmauldově náměstí, protože si vzala Teda Tonkse, narozeného mudlům. Poprvé je viděna v sedmém díle, když do jejich domu přijde Harry při útěku od Dursleyových. Na první pohled velmi připomíná Belatrix, ale má hnědé vlasy, ne černé a laskavý pohled. Později byla se svým manželem mučena kvůli informacím o Harrym. Ve válce proti Voldemortovi ztratila celou rodinu (manžela, dceru Nymfadoru, zetě Remuse Lupina) kromě vnuka Teddyho, kterého pak dále vychovávala. V Bradavicích navštěvovala Zmijozel.

## Bratři Peverellové
- Antioch byl nejstarší z nich. Podle pohádky si od Smrti přál bezovou hůlku, podle Brumbála ji ale spíše vytvořil sám. Byl zabit ve spánku, aby jeho vrah získal hůlku. Tak začala její krvavá historie. Na rozdíl od svých bratrů, nemá známé potomky.
- Cadmus byl prostřední bratr. Podle pohádky si od Smrti přál životodárný kámen, ale s největší pravděpodobností jej vyrobil sám. Chtěl totiž oživit dívku, kterou miloval a chtěl se s ní oženit. Ačkoli opustila svět mrtvých, nedostala se úplně do světa živých. Chvíli takhle spolu žili, ale Cadmus to nakonec nevydržel a spáchal sebevraždu, aby s ní konečně mohl být. Je předkem Gauntových a tím pádem i Voldemorta.
- Ignotus byl nejmladší bratr. Podle pohádky si od Smrti přál neviditelný plášť. Na rozdíl od svých bratrů zemřel po dlouhém, spokojeném, naplněném životě a zemřel ve vysokém věku, kdy odešel se Smrtí jako starý přítel. Nezapomněl ale před smrtí předat plášť nejstaršímu synovi. Jeho potomkem je i Harry Potter, což dělá Harryho a Voldemorta vzdálenými příbuznými.

## Griphook
Griphook je skřet – zaměstnanec kouzelnické banky Gringotových. Zavedl Harryho a Hagrida do Harryho trezoru a do tajemného trezoru číslo 713, kde si Hagrid vyzvedne Kámen mudrců. Ve filmu Harry Potter a relikvie smrti ho nadaboval Verne Troyer.
Po dlouhé době se znovu objevuje v sedmém díle s tím, že Harryho, Rona a Hermionu zavede do trezoru Belatrix, kde je ukryt jeden z viteálů. Za tuto službu si řekne o originál meče Godrika Nebelvíra – meč, který má Belatrix v trezoru, je podvrh, což skřeti vědí. O meč později přijde (meč sám zmizí), když Griphooka zabije lord Voldemort.

## Gornuk
Gornuk je skřet, bývalý zaměstnanec kouzelnické banky Gringotových. Poprvé se objevuje v knize v sedmém díle, když společně s dalším skřetem Griphookem a kouzelníky Deanem Thomasem, Dirkem Cresswellem a Tedem Tonksem prchají před Smrtijedy, kteří ovládli Ministerstvo Kouzel. Gornuk konkrétně odmítl pomáhat Smrtijedům, protože se necítí být tak podřadný, jako nějaký domácí skřítek. Gornuk je poté ale společně s Cresswellem a Tonksem dopaden a zavražděn lovci.

## Falco Aesalon
Falco Aesalon byl kouzelník, který žil ve Starověkém Řecku. Byl schopen se přeměnit na sokola, je prvním zaznamenaným Zvěromágem.

## Euan Abercrombie
Euan Abercrombie nastoupil do Bradavic roku 1995, kdy byl Harry Potter v pátém ročníku. Při nástupu byl první v pořadí rozřazování a Moudrý klobouk ho zařadil do Nebelvíru. Je popisován jako malý chlapec s vyděšeným výrazem a s výraznýma ušima. Věřil pomlouvačné kampani Denního věštce proti Harrymu Potterovi. Když se na něj Harry pokoušel usmát, měl z něho Euan strach.

## Stewart Ackerley
Stewart Ackerley nastoupil do Bradavic roku 1994. Moudrý klobouk ho zařadil do Havraspáru. Při rozřazování byl neuvěřitelně nervózní, třásl se a škubal sebou.

## Arkie Alderton
Arkie Alderton byl známý konstruktér košťat, majitel Rychloservisu Arkieho Aldertona pro opravu košťat a poloviční nebo čistokrevný kouzelník. Roku 1997 byl k soudnímu řízení Ministerstva kouzel předveden jistý Alderton, který se vydával za jeho syna, avšak Komise pro registraci čarodějů z mudlovských rodin ho označila za mudlu.

## Bertram Aubrey
Bertram Aubrey byl roku 1970 studentem Bradavic. Sirius Black a James Potter proti němu použili nepovolenou kletbu, jeho hlava se pak zvětšila na dvojnásobek, pravděpodobně to byla kletba Engorgio Skullus.

## Avery Sr.
Avery Sr. navštěvoval školu v stejný čas jako Voldemort a Moudrý klobouk ho zařadil do Zmijozelu. Stal se členem Raddleovy party a byl oblíbeným studentem Horacia Křiklana. V roce 1944 nebo 1945 byl přítomen v Křiklanově klubu. Po škole se stal jedním z prvních Smrtijedů.
Pravděpodobně bojoval v bitvách První kouzelnické války. Není známo, zda byl zabit, uvězněn nebo utekl po pádu svého pána. Jestliže byl naživu, mohl se zúčastnit Druhé kouzelnické války, včetně Bitvy o Bradavice.

## Avery Jr.
Avery Jr. nastoupil do Bradavic roku 1970 a Moudrý klobouk ho zařadil do Zmijozelu. On a jeho přítel Mulciber se bavili tím, že zkoušeli ošklivé žerty na ostatní studenty, včetně Mary MacDonaldové, na níž se pokusil použít černou magii. Byl také přítelem Severuse Snapea, což vadilo Lily Evansové. Našla v něm jeho smysl pro humor, který byl velmi sadistický, a nemohla pochopit, jak se s ním může Snape přátelit. Podle Siriuse Blacka byl Avery součástí Zmijozelovy party, která se později stala Smrtijedy. Mezi ně patřili např. Bellatrix Lestrangeová, Rodolphus Lestrange, Evan Rosier, Snape a Wilkes.
Někdy během První kouzelnické války byl Avery zadržen úředníky Ministerstva kouzel a stanul před soudem za to, že je Smrtijed. On tvrdil, že je pod kletbou Imperius, a nebyl zatčen. Byl první Smrtijed, který se klaněl u Voldemortových nohou při jeho znovuzrození na hřbitově. Řekl, že nehledal Voldemorta po jeho pádu, protože si myslel, že je konec. Prosil Voldemorta, aby všem odpustil. Voldemort na něj použil kletbu Cruciatus a řekl mu, že chce 13 let splácení, aby jim odpustil.
Roku 1995 Voldemort hledal věštbu o něm a Harrym Potterovi, která byla uchovávána v Oddělení odboru záhad Ministerstva kouzel. Avery řekl svému pánovi, že by bylo možné získat věštbu, kdyby na Brodericka Bodeho použil kletbu Imperius. Tento pokus selhal, protože věštby jsou chráněny kouzly a získat je mohou jen osoby, o nichž jsou vyřčeny. Voldemort ho za tuto chybu potrestal.
Avery později bojoval v bitvě na Odboru záhad, kde byl spárován se Smrtijedem Waldenem Macnairem. S největší pravděpodobností byl poslán s ostatními Smrtijedy z bitvy do Azkabanu, s výjimkou Bellatrix Lestrange. Je možné, že utekl roku 1997 spolu s dalšími Smrtijedy, a je také možné, že bojoval v dalších bitvách včetně Bitvy o Bradavice.
Po pádu Lorda Voldemorta byl buď zabit, nebo uvězněn.

## Bathsheda Babblingová
Bathsheda Babblingová navštěvovala Bradavice a pravděpodobně dosáhla vysokého stupně v Náležité kouzelnické úrovni (NKÚ) a v Ohavně vyčerpávajících celočarodějných examenech (OVCE) v starodávných runách. Tento obor později začala učit.

## Malcolm Baddock
Malcolm Baddock byl studentem Zmijozelu Školy čar a kouzel v Bradavicích, tři roky níže od Harryho Pottera. Do školy nastoupil roku 1994 a potleskem ho přivítal Draco Malfoy. Fred a George Weasleyovi jej vypískali a Harry přemýšlel, jestli si je Malcolm vědom, jakou má Zmijozel zlověstnou pověst.

## Millicent Bagnoldová
Millicent Bagnoldová navštěvovala Bradavice a Moudrý klobouk ji zařadil do Havraspáru. Roku 1980, na vrcholu První Kouzelnické války, se Millicent stala Ministryní kouzel Velké Británie. Za její funkce byl Bartemius Skrk starší hlavou Odboru pro uplatňování kouzelnických zákonů. Byla u moci, když večer 31. října 1981 Lord Voldemort vedl útok v Godrikově dole, který vyústil k smrti Jamese a Lily Potterových, a také zničení Voldemortova těla, jakož i neúmyslné vytvoření viteálu Harryho Pottera.
Během jejího funkčního období byli Smrtijedi Igor Karkarov, Rodolphus Lestrange, Rabastan Lestrange, Bellatrix Lestrangeová a Bartemius Skrk mladší vyšetřováni a byli posláni do Azkabanu. Sirius Black byl falešně obviněn, že je jedním z Voldemortových stoupenců a jedním z těch, kteří jsou odpovědni za smrt Potterových, byl poslán do Azkabanu bez soudu.
Roku 1990 odešla do důchodu. Na počátku 80. let bylo pravděpodobné, že se jejím nástupcem stane Bartemius Skrk starší, ale jeho popularita byla pošpiněna po skandálu, v němž poslal svého syna do Azkabanu. Ve věci nástupců veřejnost také podporovala Albuse Brumbála, ale on nikdy nevyjádřil toto přání. Jejím nástupcem se stal Kornelius Popletal.

## Ali Bašír
Ali Bašír byl kouzelnický kupec, který dychtivě chtěl vyvážet létající koberce do Británie. Několikrát kontaktoval Arthura Weasleyho, kterého se pokoušel přesvědčit, aby umožnil dovoz koberců, ale pan Weasley mu řekl, že koberce byly definovány jako mudlovská věc z rejstříku zakázaných objektů. Navzdory tomu, že byla košťata preferovaný způsob přepravy ve Velké Británii, Bašír si byl jistý, že létající koberce lze nadále uvádět na trh jako rodinné vozidlo. Nakonec byl chycen při jejich pašování do Británie. S největší pravděpodobností pochází z Arábie, kde jsou létající koberce populární forma dopravy.

## bard Beedle
bard Beedle byl autorem kouzelnických bajek. Narodil se v Yorkshire. V určitém okamžiku svého života napsal Bajky barda Beedleho. Jediný známý obraz Beedleho je dřevoryt, který ho zobrazuje s bujnými vousy. Jeho příběhy jsou ukazatelem jeho názorů a zdá se, že držel mudly ve vyšší vážnosti než většina jeho současníků.

## Barnabáš Blouznivý
Barnabáš Blouznivý byl čaroděj, který prováděl hloupý pokus trénovat trolly na balet. Je vyobrazen na gobelínu v sedmém patře naproti komnatě nejvyšší potřeby Bradavické školy.

## Flavius Belby
Flavius Belby se narodil roku 1715. V určitém okamžiku života byl zvolen předsedou Klubu tchoříčků. Někdy roku 1782 byl na dovolené v Papui Nové Guineji. Jednou v noci, když ležel ve své posteli, vstupoval do jeho ložnice Smrtiplášť, který se posouval přes malý prostor pod dveřmi. Tvor se ho pokoušel udusit, a tak popadl svou hůlku a zkoušel všelijaká kouzla, která ale nefungovala. Belby bojoval a tvor ho pořád škrtil. Neschopnost dýchat ho vedla do bezvědomí, ale našel v sobě kousek síly a vzpomněl si, jak byl zvolen předsedou a vyčaroval patrona, který stvůru odnesl.

## Damokles Belby
Damokles Belby navštěvoval Bradavickou školu a byl oblíbeným studentem Horacia Křiklana, který poznamenal, že byl vynikající čaroděj. Možná byl členem Křiklanova klubu a pravděpodobně získal vysoký stupeň v Náležité kouzelnické úrovni (NKÚ) a v Ohavně vyčerpávajících celočarodějných examenech (OVCE) oboru lektvary.
Po absolvování školy, někdy po polovině roku 1970, vynalezl Vlkodlačí lektvar. Tento lektvar se většinou skládá z Oměje. Je schopen zbavit nebo vyléčit účinky Lykantropie, takže vlkodlak si udžel svou lidskou inteligenci, zatímco se přeměnil. Pravděpodobně za tento lektvar získal Merlinův řád. Měl synovce Marcuse Belbyho, který uvedl, že jeho otec a Damokles spolu nevycházejí.

## Marcus Belby
Marcus Belby narodil se okolo roku 1979 někde na Britských ostrovech. Je synovcem Damoklese Belbyho. Dne 1. září 1990 byl zapsán na Bradavickou školu a Moudrý klobouk jej zařadil do Havraspáru. Dne 1. září 1996 nastoupil do Bradavického expresu, aby se zúčastnil své sedmé zkoušky Ohavně vyčerpávajících celočarodějných examenech. Jakmile nastoupil do vlaku, dostal pozvánku na oběd v oddělení C od mistra lektvarů Horacia Křiklana. Na tomto obědě probírali jeho otce a strýce. Později, 20. prosince 1996, Křiklan pořádal vánoční večírek, kde Belby rozdával ručníky na záchodě. Není známo, jestli bojoval v Bitvě o Bradavice nebo přežil Druhou Kouzelnickou válku.

## Amy Bensonová
Amy Bensonová bydlela v sirotčinci, kde byl také od 31. prosince 1926 někdy do 1. září 1938 Tom Raddle. Tom ji spolu s Dennisem Bishopem vzal do jeskyně v blízkosti místa, kam chodívali se sirotčincem na výlet. Paní Coleová, majitelka sirotčince, popsala, že v té jeskyni se něco stalo a že Amy s Dennisem se z toho nevzpamatovali.

## Dennis Bishop
Dennis Bishop bydlel v sirotčinci spolu s Amy Bensonovou a Tomem Raddlem. Všichni tři odešli do jeskyně v blízkosti místa, kam chodívali se sirotčincem na výlet (viz Amy Bensonová). Tato jeskyně se později stala domovem viteálu.

## Alphard Black
Alphard Black byl prostřední dítě Polluxe Blacka a Irmy Blackové, bratr Walburgy Blackové a Cygnuse Blacka III. Vyrůstal na Grimmauldově náměstí 12. Navštěvoval Bradavickou školu a Moudrý klobouk ho zařadil do Zmijozelu. Zemřel z neznámých příčin někdy roku 1976 nebo 1977. Vlastní vůlí dal několik peněz Siriusi Blackovi, když utekl z domova. Za to ho jeho sestra Walburga odstranila z rodokmenu Blacků.

## Arcturus Black I.
Arcturus Black I. se narodil roku 1835 a byl mezi prvními členy rodiny Blacků. Je možné, že byl bratr Cygnuse I. a Misapinoi, strýc Phinease Nigelluse Blacka a jeho sourozenců Siriuse Blacka I., Elladory Blackové a Isly Hitchensové.

## Arcturus Black II.
Arcturus Black II. byl třetím synem Phinease Nigelluse Blacka a Ursuly Blackové. Byl bratrem Siriuse Blacka II., Phinease Blacka, Cygnuse Blacka II. a Belviny Burkeové. Oženil se s Lysandrou Yaxleyvou, s kterou měl tři děti: Callidoru Longbottomovou, Cedrellu Weasleyovou a Charis Skrkovou. Arcturus je dědeček Arthura Weasleyho z matčiny strany.

## Arcturus Black III.
Arcturus Black III. se narodil roku 1901 jako nejstarší syn Siriuse Blacka II. a Hesper Blackové, a jako bratr Lycoris Blackové a Reguluse Blacka I. Oženil se s čarodějkou Melanií Macmillanovou, která mu porodila dceru Lucretii a syna Oriona. Byl dědečkem Siriuse Blacka a Reguluse Blacka. Získal Merlinův řád první třídy za "Služby pro ministerstvo". Zemřel roku 1991.

## Cygnus Black I.
Cygnus Black I. se narodil roku 1829. Byl jedním z prvních členů rodiny Blacků. Je možný bratr Arcturuse Blacka I. a Misapinoi, a otec Phinease Nigelluse Blacka a jeho sourozenců Siriuse Blacka I., Elladory Blackové a Isli Hitchensové. Přesný vztah k jiným členům rodiny je neznámý. Oženil se s Ellou Maxovou. Zemřel roku 1851.

## Cygnus Black II.
Cygnus Black II. se narodil roku 1889. Byl čtvrtý syn a nejmladší dítě Phinease Nigelluse Blacka a Ursuly Blackové, bratr Siriuse Blacka II., Phinease Blacka, Arcturuse Blacka II. a Belviny Burkeové. Oženil se s Violettou Bulstrodeovou s kterou měl čtyři děti, Polluxe Blacka, Cassiopeiu Blackovou, Maria Blacka a Dorei Potterové. Zemřel roku 1943.

## Cygnus Black III.
Cygnus Black III. se narodil roku 1938, jako nejmladší syn Polluxe Blacka a Irmy Blackové. Byl bratrem Walburgy a Alpharda. Oženil se s Druellou Rosierovou se kterou měl tři dcery: Bellatrix, Andromedu a Narcissu. Také byl dědem Nymfadory Tonksové a Draca Malfoye, a pradědem Teddyho Lupina a Scorpia Malfoye. Zemřel roku 1992.

## Lycoris Blacková
Lycoris Blacková se narodila roku 1904 jako prostřední dítě Siriuse Blacka II. a jeho ženy Hespery Blackové. Byla sestrou Arcturuse Blacka III. a Reguluse Blacka I. Nebyla nikdy vdaná ani neměla děti. Zemřela roku 1965.

## Marius Black
Marius Black byl třetí dětí Cygnuse Blacka II. a jeho ženy Violetty Blackové a bratr Polluxe Blacka, Cassiopeii Blackové a Dorei Potterové. Marius byl popřen a odstraněn z rodokmenu protože byl moták. Zemřel před rokem 1996

## Orion Black
Orion Black se narodil roku 1929 jako nejstarší syn Arcturuse Blacka III. a Melanie Blackové. Navštěvoval Bradavickou školu v koleji Zmijozel, stejně jako většina členů Blackovy rodiny. Oženil se s jeho druhou sestřenicí Walburgou Blackovou, se kterou měl dva syny: Siriuse Blacka a Reguluse Blacka. Žili v rodinném domě na Grimmauldově náměstí 12 v Londýně, vybavil rodinný dům mnoha ochrannými zaklínadly. Orion a jeho manželka velmi podporovali čistotu krve kouzelníků, stejně jako ostatní členové rodiny. Za tímto účelem popřeli svého syna Siriuse, který se přátelil s rodinou Potterů – Sirius byl odstraněn svojí matkou z rodokmenu Blacků.
Jeho rodiče dávali přednost jeho bratrovi Regulusovi a schvalovali, že vstoupil ke Smrtijedům. Zemřel roku 1979.

## Phineas Black
Phineas Black byl druhým nejstarším synem Phinease Nigelluse Blacka a Ursuly Blackové, a také bratrem Cygnuse Blacka II., Siriuse Blacka II., Belviny Burkeové a Arcturuse Blacka II. Svou rodinou byl popřen a odstraněn z rodokmenu, protože se zastával práv mudlů.

## Pollux Black
Pollux Black se narodil roku 1912 jako nejstarší dítě Cygnuse Blacka II. a Violetty Blackové. Byl bratrem Cassiopei Blackové, Mariuse Blacka a Dorei Potterové. Oženil se s Irmou Crabbeovou se kterou měl dceru Walburgu a syny Alpharda a Cygnuse III. Také byl dědem Siriuse Blacka, Reguluse Blacka, Bellatrix Lestrangeové, Andromedy Tonksové a Narcissy Malfoyové, praděd Draca Malfoye a Nymfadory Tonksové a prapraděd Teddyho Lupina, a Scorpiuse Malfoye. Zemřel roku 1990.

## Regulus Black I.
Regulus Black I. se narodil roku 1906 jako nejmladší dítě Siriuse Blacka II. a Hesper Blackové. Byl bratrem Arcturuse Blacka III. a Lycoris Blackové. Nebyl nikdy ženatý a neměl děti. Zemřel roku 1959.

## Sirius Black I.
Sirius Black I. se narodil roku 1845 jako možná nejstarší syn Cygnuse Blacka I. a Elly Blackové. Byl starším bratrem Phinease Nigelluse Blacka, Elladory Blackové a Isly Hitchensové. Zemřel z neznámých důvodů, když mu bylo pouhých osm let.

## Sirius Black II.
Sirius Black II. se narodil roku 1877 jako nejstarší syn Phinease Nigelluse Blacka a Ursuly Blackové. Byl bratrem Phinease Blacka, Cygnuse Blacka II., Belviny Burkeové a Arcturuse Blacka II. Oženil se s Hesper Blackovou se kterou měl tři děti: Arcturuse Blacka III., Lycoris Blackové a Reguluse Blacka I. Byl také pradědečkem Siriuse Blacka III. Zemřel roku 1952.

## Belvina Burkeová
Belvina Burkeová (roz. Blacková) se narodila roku 1886 jako jediná dcera Phinease Nigelluse Blacka a Ursuly Blackové. Byla sestrou Siriuse Blacka II., Cygnuse Blacka II., Phinease Blacka a Arcturuse Blacka II. Navštěvovala Bradavickou školu a moudrý klobouk jej zařadil do Zmijozelu. Vdala se s Herbertem Burkeem se kterým měla dva syny a dceru. Zemřela roku 1962.

## Callidora Longbottomová
Callidora Longbottomová (roz. Blacková) se narodila roku 1915 jako nejstarší dcera Arcturuse Blacka II. a Lysandry Blackové. Byla sestrou Charis Skrkové a Cedrelly Weasleyové. Navštěvovala Bradavickou školu a moudrý klobouk jej zařadil do Zmijozelu. Vdala se za Harfangem Longbottomem se kterým měla syna a dceru. Byla ve vztahu s rodinami Skrků a Weasleyů přes její sestry a možná s Alice a Frankem Longbottomovými, rodiči Nevilla Longbottoma. Zemřela roku 1995 nebo 1996.

## Cassiopeia Blacková
Cassiopeia Blacková se narodila roku 1915 jako nejstarší dcera Cygnuse Blacka II. a jeho manželky Violetty Blackové. Byla sestrou Polluxe Blacka, Mariuse Blacka a Dorei Potterové. Navštěvovala Bradavickou školu a moudrý klobouk ji zařadil do Zmijozelu. Nikdy se nevdala ani neměla děti. Zemřela roku 1992.

## Cedrella Weasleyová
Cedrella Weasleyová (roz. Blacková) byla druhá nejstarší dcera Arcturuse Blacka II. a Lysandry Blackové, a také sestra Charis a Callidory. Vdala se za Septima Weasleyho a proto byla považována za zrádkyni čisté krve a byla odstraněna z rodokmenu rodiny Blacků. Spolu měli tři syny a jeden z nich byl Arthur Weasley.

## Dorea Potterová
Dorea Potterová (roz. Blacková) se narodila roku 1920 jako nejmladší dítě Cygnuse Blacka II. a Violetty Blackové. Byla sestrou Polluxe Blacka, Cassiopei Blackové a Mariuse Blacka. Vdala se za Charluse Pottera a spolu měli jednoho syna. Spekuluje se, jestli byla Dorea matkou Jamese Pottera, protože autorka knihy uvádí, že Jamesovi rodiče byli starší. Také byla tetou Alpharda Blacka, Cygnuse Blacka III. a Walburgy Blackové, prateta Siriuse Blacka a Reguluse Blacka, jakož i Bellatrix Lestrangeové, Andromedy Tonksové a Narcissy Malfoyové. Zemřela roku 1977.

## Druella Blacková
Druella Blacková (roz. Rosierová) byla manželkou Cygnuse Blacka III. se kterým měla tři děti: Bellatrix, Andromedu a Narcissu. Také byla tchyní Rodolphuse Lestranga, Teda Tonkse a Luciuse Malfoye, babičkou Nymfadory Tonksové a Draca Malfoye, a prababičkou Teddyho Lupina a Scorpiuse Malfoye. Mohla být příbuzná Smrtijeda Evana Rosiera a možná i jiného Smrtijeda se stejným jménem Rosier.

## Elladora Blacková
Elladora Blacková se narodila roku 1850 jako pravděpodobná dcera Cygnuse Blacka I. a Elly Blackové. Byla sestrou Siriuse Blacka I., Phinease Nigelluse Blacka a Isly Hitchensové. Nikdy se neprovdala a neměla děti. Zavedla zvyk uříznutí hlav domácích skřítků a připevnění na zeď, jakmile se stali příliš starými na to nést podnos s čajem.

## Hesper Blacková
Hesper Blacková (roz. Gampová) byla manželkou Siriuse Blacka II. a matkou Arcturuse Blacka III., Lycoris Blackové a Reguluse Blacka I. Také to byla babička Oriona Blacka a Lucretie Prewettové.

## Charis Skrková
Charis Skrková (roz. Blacková) se narodila roku 1919 jako třetí dcera Arcturuse Blacka II. a Lysandry Blackové. Byla sestrou Callidory Longbottomové a Cedrelly Weasleyové. Vdala se za Caspara Skrka, se kterým měla syna a dvě dcery.
Mohla být matkou Bartemiuse Skrka staršího, ale to nikdy nebylo potvrzeno. Přes svoji sestru Cedrellu byla tetou z matčiny strany Arthura Weasleyho. Zemřela roku 1973.

## Irma Blacková
Irma Blacková (roz. Crabbeová) byla manželka Polluxe Blacka a matka Walburgy Blackové, Alpharda Blacka a Cygnus Black III, a babička Siriuse Blacka a Reguluse Blacka, Bellatrix Lestrangeové, Andromedy Tonksové a Narcissy Malfoyové. Mohla být příbuzná Vincenta Crabba a jeho otce.

## Isla Hitchensová
Isla Hitchensová (roz. Blacková) byla sestra Siriuse Blacka I., Phinease Nigelluse Blacka a Elladory Blackové. Provdala se za mudlu Boba Hitchense a proto byla vymazána z rodokmenu Blacků. Její data narození nejsou známé, víme jen, že se narodila po Phineasovi a před Elladorou.

## Lucretia Prewettová
Lucretia Prewettová (roz. Blacková) se narodila roku 1925 jako nejstarší dcera Arcturuse Blacka III. a Melanie Blackové. Byla sestrou Oriona Blacka. Navštěvovala Bradavickou školu a moudrý klobouk jej zařadil do Zmijozelu. Provdala se za Ignatia Prewetta, takže byla tetou Fabiana Prewetta, Gideona Prewetta a Molly Weasleyové. Zemřela roku 1992.

## Lysandra Blacková
Lysandra Blacková (roz. Yaxleyová) byla manželka Arcturuse Blacka II. a matka Callidory, Cedrelly a Charis. Přes Cedrellu byla babičkou Arthura Weasleyho. Mohla být příbuzná Smrtijeda Yaxleyho.

## Melania Blacková
Melania Blacková (roz. Macmillanová) byla manželka Arcturuse Blacka III. se kterým měla dvě děti: Lucretii a Oriona. Také byla babičkou Siriuse a Reguluse Blackových. Mohla být příbuzná Ernieho Macmillana.

## Ursula Blacková
Ursula Blacková (roz. Flintová) byla manželka Phinease Nigelluse Blacka a matka Siriuse Blacka II., Phinease Blacka, Cygnuse Blacka II., Belviny Burkeové a Arcturuse Blacka II. Mohla být příbuzná Marcuse Flinta, kapitána Zmijozelského famfrpálského týmu.

## Violleta Blacková
Violleta Blacková (roz. Bulstrodeová) byla manželka Cygnuse Blacka II. a matka Polluxe Blacka, Cassiopei Blackové, Mariuse Blacka a Dorei Potterové. Mohla být příbuzná Millicent Bulstrodeovou.

## Alexia Walkin Blacková
Alexia Walkin Blacková byla časným členem rodiny Blacků, předcházející Arcturuse Blacka I. a Cygnuse Blacka I., přesné vztahy k jiným členům rodiny nejsou známé. Nikdy se neprovdala a byla bezdětná. Zemřela před rokem 1996.

## Eduardus Limette Black
Eduardus Limette Black byl časný člen rodiny Blacků, předcházející Arcturuse Blacka I. a Cygnuse Blacka I., přesné vztahy k jiným členům rodiny nejsou známé. Z neznámých důvodů byl popřen rodinou a vymazán z rodokmenu. Nevíme, zda byl ženatý.

## Hesper Blacková (časný člen)
Hesper Blacková byla časný člen rodiny Blacků, je možné, že Licorus Black, Alexia Walkin Blacková, Phoebe Blacková a Eduardus Limette Black byli její sourozenci. Nikdy se neprovdala ani neměla děti.

## Licorus Black
Licorus Black je nejbližší známý časný člen rodiny Blacků. Je možné, že byl bratrem Hesper Blackové, Alexii Walkin Blackové, Phoebe Blackové a Eduarduse Limette Blacka. Navštěvoval Bradavickou školu v koleji Zmijozel. Oženil se s Megentou Tripeovou. Měl s ní několik dětí: Misapinou Blishwickovou, Arcturuse Blacka I. a Cygnuse Blacka I. Zemřel roku 1872.

## Miles Bletchley
Miles Bletchley začal navštěvovat Bradavickou školu okolo roku 1990. Byl brankářem Zmijozelského famfrpálového týmu. Byl jedním z těch, kteří od Luciuse Malfoye dostali nový Nimbus 2001.

## Stubby Boardman
Stubby Boardman byl zpěvák kouzelnické hudební skupiny Strašáci. V roce 1980 odešel, když mu během koncertů v Little Nortonu někdo hodil do ucha tuřín. Byl možným příbuzným Doris Purkissové. Roku 1995 Jinotaj tvrdil, že Stubby je přestrojený Sirius Black. Tato informace byla založena na slovu Doris. Roku 1996 tvrdil, že to je přestrojená Mina Lima. Obě tvrzení byla nepravdivá.

## Melinda Bobbinová
Melinda Bobbinová navštěvovala Bradavice v průběhu roku 1990. Horacio Křiklan jí popsal jako "okouzlující" a roku 1996 se stala členem jeho klubu. Její rodina vlastní velký řetězec lékáren.

## Broderick Bode
Broderick Bode se narodil roku 1947. Pracoval na odboru záhad, spolupracoval s profesorem Saulem Croakerem a byl přítelem Arthura Weasleyho. V roce 1994 se zúčastnil Mistrovství světa famfrpálu spolu se Saulem. Následující léto narazil na kolegu Arthura, který s Harrym pospíchal na jednání Starostolce.
Ve stejný rok se stal terčem Smrtijedů, kteří se pro Lorda Voldemorta snažili získat věštbu o něm a Harrym Potterovi, která byla ukryta na odboru záhad. Smrtijed Avery Jr. se pokusil donutit kletbou Imperius, aby Sturgis Podmore ukradl tuto věštbu, avšak se to nepovedlo. Proto Lucius Malfoy použil tuto kletbu na Bodeho. Malfoy poznamenal, že Bode ukázal velkou odolnost vůči tomuto kouzlu. Ve chvíli, co se Bode dotkl věštby, ukázala se obranná kouzla, protože věštbu získá jen ten, o kom je zhotovena. Utrpěl velké kouzelné zranění, které ovlivnilo jeho mysl a přimělo ho věřit, že je čajovou konvicí.
Ostatní věřili, že byl zraněn při nehodě na pracovišti, a proto byl odvezen do Nemocnice svatého Munga, ale jeho zranění se zdála být nenapravitelná, a tak byl přesunut na oddělení pro TRVALÁ POŠKOZENÍ ZPŮSOBENÁ ZAKLÍNADLY. Jeho zdravotní stav se ale začal zlepšovat. Smrtijedi nemohli riskovat prozrazení, že na něj použili kletbu Imperius, a proto mu poslali anonymní vánoční dárek – rostlinu a kalendář. Během několika příštích týdnů, během vánočních svátků se jeho stav více a více zlepšoval, a proto léčitelka tohoto oddělení Miriam Stroutová povzbudila Bodeho, aby se o darovanou rostlinu staral sám. Netušil však, že rostlina s kymácejícími chapadly, kterou si Stroutová spletla s podobnou květinou, bylo Ďáblovo osidlo. Jednou v noci rostlina začala Bodeho škrtit a udusila ho.

## Lucian Bole
Lucian Bole nastoupil do Bradavic roku 1988 a moudrý klobouk ho zařadil do Zmijozelu. Taktéž se stal členem Zmijozelského famfrpálového týmu na pozici odrážeče. Ve svém šestém roce studia, v posledním utkáním mezi Nebelvírem a Zmijozelem, udeřil Nebelvírskou střelkyni Alici Spinnetovou a prohlašoval, že ji zaměnil za potlouk. V Bolehově sedmém ročníku byly Turnajem tří kouzelníků všechny famfrpálové hry Bradavic zrušeny, ale přesto si svou pozici v družstvu udržel až do ukončení studia v červnu 1995. On a jeho kolega odrážeč Peregrine Derrick byli na začátku příští famfrpálové sezóny nahrazeni Vincentem Crabbem a Gregory Goylem.

## Pierre Bonaccord
Pierre Bonaccord byl první předseda Mezinárodního sdružení kouzelníků. Chtěl zakázat lov trollů a poskytnout jim práva s plným stavem "bytí". Nicméně kmen horských trollů v Lichtenštejnsku způsobil mnoho problémů a on od tohoto odstoupil.

## Edgar Bones
Edgar Bones se narodil v kouzelnické rodině a měl sestru Amélii Bonesovou. V První kouzelnické válce se stal členem Fénixova řádu. Organizaci vedl a založil Albus Brumbál za účelem obrany proti Lordu Voldemortovi a Smrtijedům. Oženil se a měl více než jedno dítě. Alastor Moody jej popsal jako velkého čaroděje. V druhé polovině roku 1981 byl se svojí ženou a dětmi zavražděn Smrtijedy. Rubeus Hagrid řekl Harrymu Potterovi, že Bonesova rodina byla považována za největší čaroděje všech dob. Edgarovi rodiče byli zabiti Voldemortem.

## Serafina Bonesová
Serafina Bonesová byla čarodějka, která je vyobrazena na obraze v Bradavickém hradě. Je možné, že je předchůdkyní kouzelnické Bonesovy rodiny.

## Borgin
Borgin byl spolumajitelem obchodu Borgin a Burkes v Obrtlé ulici, který kupoval a prodával předměty černé magie a jiné nebezpečné magické artefakty. Obchod byl založen roku 1863, ale není známo, zda byl Borgin zakladatelem tohoto obchodu, nebo později přišel. Zdálo se, že v obchodu byl vždycky sám a neví se co se stalo s jeho spolumajitelem Caractacusem Burkesem.
Roku 1992 přišel k Borginovi a Burkesovi Lucius Malfoy, aby mu prodal několik předmětů související s černou magií, protože tušil, že Ministerstvo kouzel bude brzy vyšetřovat jeho sídlo. Borgin byl nespokojen, že si Malfoy nic nekoupil, a snažil se přesvědčit jeho syna Draca, aby si koupil Ruku slávy.
Roku 1996 přišel k Borginovi Draco Malfoy rezervovat si Rozplývavou skříň, kterou měl v plánu použít k přepravě Smrtijedů do Bradavic. Požádal také o návod, jak tuto skříň opravit. Prodal mu také opálový náhrdelník, který použil při neúspěšném pokusu o zabití Albuse Brumbála.

## Bradley
Bradley se asi narodil roku 1984. Studoval Bradavickou školu čar a kouzel a Moudrý klobouk ho zařadil do Havraspáru. V letech 1995/1996 byl střelcem Havraspárského famfrpálového týmu.

## Eleanor Branstoneová
Eleanor Branstoneová nastoupila roku 1994 do Bradavické školy čar a kouzel a Moudrým kloboukem byla zařazena do Mrzimoru. Sdílela ložnici s Laurou Madleyovou která byla ve stejný rok také zařazena do Mrzimoru.

## Betty Braithwaiteová
Betty Braithwaiteová byla čarodějka pracující jako reportérka Denního věštce. Roku 1997 dělala rozhovor s Ritou Holoubkovou o tehdy připravované knize Život a lži Albuse Brumbála. Byla pozvána do Ritina domu, kde jí Rita přichystala čaj a piškot.

## Mandy Brocklehurstová
Mandy Brocklehurstová vstoupila do Bradavické školy čar a kouzel roku 1991 a Moudrý klobouk jej zařadil do Havraspáru. Byla ve stejném ročníku jako Harry.

## Rupert Brookstanton
Rupert "Anarchista" Brookstanton byl kouzelník. Hermionou Grangerovou byl považován za jednoho z kandidátů podpisu R.A.B.

## Libacius Brutnák
Libacius Brutnák byl kouzelník a výrobce lektvarů. Byl autorem učebnice Příprav lektvarů pro pokročilé. Je známo, že Libacius nebyl tak dobrý výrobce jako Severus Snape, protože Snape přidával do knihy poznámky. Tato kniha je určena pro šestý ročník školy.

## Rosalinda Antigona Bungsová
Rosalinda Antigona Bungsová byla čarodějka. Hermiona Grangerová jí považovala za jednu z kandidátů podpisu R.A.B.

## Herbert Burke
Herbert Burke byl kouzelník, který se oženil s Belvinou Blackovou. Nebyla svou rodinou popřena z důvodu čistokrevnosti Herberta, v kterou rodina Blacků silně věřila. Spolu měli dva syny a jednu dceru. Mohl být příbuzný Caractacuse Burkea.

## Caractacus Burke
Caractacus Burke se narodil někdy před rokem 1863. Byl možným příbuzným Herberta Burkea. Roku 1863 založil se svým partnerem Borginem obchod Borgin a Burkes. Obchod se nacházel v Obrtlé ulici a specializoval se na prodej a koupě předmětů černé magie. Mezi lidmi byl velmi známý. Roku 1926 jej navštívila Meropa Gauntová, čistokrevný potomek Salazara Zmijozela. Byla opuštěná a těhotná s Tomem Riddlem. Přála si, aby od ní koupil medailon, který patřil jejímu slavnému předkovi. Využil jejího zoufalství a zaplatil jí mnohem méně, než byla jeho cena. Později ho prodal Hepzibě Smithové.

## Sir Cadogan
Sir Cadogan se narodil v kouzelnické rodině, na Britských ostrovech někdy ve středověku. Stejně jako mnoho kouzelnických dětí studoval na Bradavické škole čar a kouzel, Moudrý klobouk jej zařadil do Nebelvíru. Vzhledem k časovému období kdy žil je možné, že ho vyučoval sám Godric Nebelvír. Měl hůlku z trnky a jádro z trollího vousu.
V určitém okamžiku svého života navázal přátelství s Merlinem, což by vedlo k tomu, že se stal rytířem kulatého stolu. Podle legendy byl třikrát ženatý a zplodil sedmnáct dětí.
Byl jmenován do úkolu porazit Wyvernu z Wye (drak) která terorizovala Západní zemi. První pokus o zabití se nezdařil – zabila mu koně a jeho hledí, meč a hůlka byly zničeny. On to naštěstí přežil. Cadogan se odmítl vzdát. Poté ji pomocí zlomené hůlky propíchl jazyk a zapálil se jí žaludek a tím explodoval. Cadogan přežil.
Mezi kouzelníky nebyl tak známý. Jeho obraz byl zavěšen v sedmém patře Bradavického hradu. Roku 1993 se poprvé setká s Harrym a to na obraze směrem k učebně profesorky Trelawneyové. Později, když Sirius Black napadl Buclatou dámu při snaze dostat se do Nebelvírské věže, byl jmenován strážcem věže. Několik studentů si stěžovalo na jeho časté střídání hesel – byl známý pro vymýšlení složitých hesel, které měnil každý den. Nicméně když Sir povolil vstoupit Siriusovi do věže, byl okamžitě propuštěn a Buclatá dáma se vrátila zpět (z toho důvodu měla několik vyškolených trollů na její ochranu).
Dne 2. května 1998 během bitvy o Bradavice vykřikl na Harryho povzbuzení, když běžel přes hrad vyhnat Smrtijedy.

## Cadwallader
Cadwallader navštěvoval Bradavickou školu čar a kouzel a byl zařazen do Mrzimoru. Hrál ve Famrpálovém Mrzimorském týmu v pozici střelce. Během zápasu proti Nebelvíru roku 1996 byla komentátorkou Lenka Láskorádová, která si nepamatovala jeho jméno a volala na něj "Bibble" a "Bugginsi", než ji profesorka McGonagallová opravila.

## Eddie Carmichael
Eddie Carmichael navštěvoval Bradavickou školu čar a kouzel od roku 1991 a byl zařazen do Havraspáru. Dosáhl devíti bodů v N.K.Ú. Tvrdil že jeho úspěch tkví v Baruffiůvě mozkovém elixíru, který se pokoušel prodat mladším studentům.
Hermiona Grangerová ho zastavila a zabavila mu lektvar.

## Reginald Cattermole
Reginald Cattermole byl kouzelník a pracovník Ministerstva kouzel na Oddělení údržby. Oženil se s Mary a spolu měli děti Maisie, Ellie a Alfreda.
Dne 2. září 1997 zamířil do práce, ale také pro svoji manželku protože byla vyšetřována Komisí registrace čarodějů z mudlovských rodin. Venku se setkal s Mafaldou Hopkirkovou, která byla vlastně přeměněná Hermiona Grangerová. Dala mu bonbon, po němž zvracel a vytrhla mu pár vlasů, poradila mu, aby šel do Nemocnice sv. Munga. Pomocí Mnoholičného lektvaru se na něj přeměnil Ron Weasley.

## Mary Elizabeth Cattermoleová
Mary Elizabeth Cattermoleová byla dcera mudlovského zelináře a manželka Reginalda Cattermoleho. Spolu měli tři děti Alfreda, Ellie a Maisie. Žili na Chislehurst Gardens 27, Great Tolling, Evesham. Roku 1997 byla obviněna z krádeže hůlky čistokrevnému nebo polovičímu čaroději. Kvůli svému původu byla vyšetřována na ministerstvu Komisí registrace čarodějů z mudlovských rodin. Vyslýchali ji Dolores Umbridgeová a Yaxley. Při výslechu řekla, že se její děti o ni bojí a věří, že se jejich matka vrátí domů. Chtěli ji odsoudit a odvést do Azkabanu. Pomohli jí Harry, Ron a Hermiona.

## Alfred Cattermole
Alfred Cattermole byl jediný syn Mary a Reginalda Cattermolových. Měl dvě sestry Maisie a Ellie.

## Ellie Cattermoleová
Ellie Cattermoleová byla dcera Mary a Reginalda Cattermolových. Měla bratra Alfreda a sestru Maisie.

## Maisie Cattermoleová
Maisie Cattermoleová byla dcera Mary a Reginalda Cattermolových. Měla bratra Alfreda a sestru Ellie.

## Owen Cauldwell
Owen Cauldwell nastoupil roku 1994 do Bravické školy čar a kouzel a Moudrý klobouk jej zařadil do Mrzimoru.

## Penelopa Clearwaterová
Penelopa Clearwaterová nastoupila roku 1987 do Bradavické školy čar a kouzel a byla zařazena do Havraspáru. Byla chytrá a bystrá studentka. Ve svém pátém ročníku se stala prefektkou. Stala se dívkou Percyho Weasley, který patřil do Nebelvíru. Penelopa byla vážnou fanynkou famfrpálu.
Během školního roku 1992–1993 byli studenti velmi rozrušeni z důvodu otevření Tajemné komnaty, kde se měla skrývat nestvůra, která zabijí mudly. Hermiona Grangerová zjistila že je to Bazilišek a Penelopa se stala jednou z napadených. Nakonec byla oživena lektvarem s kořenem Mandragory.
Po dokončení školy oní nic nevíme. Za její identitu se Hermiona vydávala, když Smrtijedi chytili trio v lese.

## Coleová
Coleová se narodila někdy po roce 1907 v mudlovské rodině. Vyrůstala v mudlovském světě a v prosinci 1926 začala pracovat v sirotčinci. Dne 31. prosince 1926 narazila na sirotčinec Meropa Gauntová která právě začala rodit. Paní Coleová jí pomahla do sirotčine a od Meropy dostala úkol pojmenovat dítě jménem Tom. Zde Meropa zemřela.
Jak Tom vyrůstal, paní Coleová si všimla jeho odlišnosti od ostatních dětí. Jako dítě jen zřídka plakal.
Později roku 1938 jí navštívil Albus Brumbál, z důvodu přijetí Toma na Bradavickou školu čar a kouzel. Zde získal vzdělání a stal se nejmocnějším černokněžníkem se jménem Lord Voldemort. Není známo jestli ještě žila za První a Druhé kouzelnické války.

## Ritchie Coote
Ritchie Coote navštěvoval Bradavickou školu čar a kouzel v koleji Nebelvír. Byl hráčem famfrpálu. Roku 1996 po odchodu Freda a George Weasleyových se spolu s Jimmy Peakesem dostali do pozice odrážečů. Není známo jestli se zúčastnil Druhé kouzelnické války a Bitvy o Bradavice.

## Crabbe
Crabbe se narodil v čistokrevné rodině a byl možným příbuzným s Irmy Blackové. Byl Smrtijedem a byl věrný svému pánovi až do jeho pádu. Měl syna Vincenta Crabba který se na Bradavické škole vzdělával v letech 1991 a 1998, a byl kamarádem Gregoryho Goyla a Draca Malfoye. Po pádu svého pána prohlásil, že byl pod kletbou Imperius, aby se nedostal do Azkabanu.
Byl jedním z mála Smrtijedů, kteří se roku 1995 vrátili k Lordu Voldemortovi, kdy opět povstal. Voldemort nebyl spokojen s tím, že se ho Crabbe nepokusil najít, ale odpustil mu.
Během Druhé kouzelnické války, se roku 1996 zúčastnil bitvy na Odboru záhad a byl spárován s Rabastanem Lestrangem. Pravděpodobně byl uvězněn v Azkabanu, ale roku 1997 utekl.
Účastnil se Bitvy o Bradavice roku 1998, ve které Crabbeův syn Vincent zemřel v důsledku působení vlastní kletby. Crabbe sám byl pravděpodobně opět uvězněn.

## Dennis Creevey
Dennis Creevey se narodil v mudlovské rodině. Jeho otec byl mlékař. Roku 1992 jeho starší bratr Colin Creevey obdržel dopis s přijetím na Bradavickou školu. Oznámení rodinu šokovalo. O dva roku později roku 1994 přišel dopis i Dennisovi a Moudrý klobouk jej taktéž zařadil do Nebelvíru.

## Creevey
Creevey byl otcem Colina a Dennise. Byl mudla a byl mlékařem. Oba jeho synové byli studenti Bradavické školy.

## Dirk Cresswell
Dirk Cresswell se narodil někdy mezi září 1960 a září 1961, někde na Britských ostrovech v mudlovské rodině. Jeho magické schopnosti se mu ukázaly v 11 letech, kdy nastoupil do Bradavické školy čar a kouzel, a zařazen byl 1. září 1972.
Profesor Horacio Křiklan jej považoval za výjimečného studenta a dostal se do Křikova klubu.
Někdy po absolvování bradavické školy roku 1979, začal pracovat na Ministerstvu kouzel. Nakonec byl vedoucím Oddělení pro styk se skřety.
Během konce Druhé kouzelnické války dne 1. srpna 1997 bylo ministerstvo ovládnuto Lordem Voldemortem. Krátce poté začalo pronásledování kouzelníků z mudlovských rodin, počínaje vytvořením Komise pro registraci čarodějů z mudlovských rodin. Domluvil se s čarodějem, aby mu vytvořil falešný rodokmen, aby ministerstvo věřilo, že je čistého původu. Nicméně Albert Runcorn, vysoký úředník ministerstva, sledoval čaroděje, který měl vytvořit rodokmen, a Cresswell byl zatčen. Když ho bystrozor John Dawlish přenášel na koštěti do Azkabanu, v půli cesty se Dirkovi podařilo Dawlishe omráčit a ukradl mu koště. Poté se Dirk dal na útěk. Při útěku se setkal s dalšími utečenci a to Tedem Tonksem, Deanem Thomasem a skřety Griphookem a Gornukem.
Nakonec byli s Tedem a Gornukem chyceni lapky a zabiti. Deanovi a Griphookovi se podařilo utéct. Potterwatch oznámil, že zanechal po sobě manželku a alespoň dva syny.

## Doris Crockfordová
Doris Crockfordová byl čarodějka, která zdravila Harryho Pottera v Děravém kotli. Když ho viděla, byla nadšená a několikrát mu potřásla rukou.

## Barnabáš Cuffe
Barnabáš Cuffe studoval na Bradavické školy čar a kouzel. Byl velmi dobrý student, stal se členem Křikova klubu a dostal se do jeho výstavky. Jako dítě měl velký zájem o noviny a v dospělosti se stal šéfredaktorem Denního věštce. Křiklan uvádí, že je s ním pořád v kontaktu a že Cuffe kdykoliv přijme jeho sovu, když se chce k něčemu vyjádřit.

## Emeric Cvak
Emeric Cvak byl autorem Úvodu do přeměňování. Tato učebnice se využívá v prvních ročnících Bradavické školy. Jeho portrét visí v Bradavicích.

## Vilemína Červotočková
Vilemína Červotočková (angl. Wilhelmina Grubbly-Plank) se narodila roku 1930 nebo dříve. Pravděpodobně dosáhla velkého stupně ve Náležité kouzelnické úrovni a Ohavně vyčerpávajících celočarodějných examenů, v oboru Péče o kouzelné tvory. V průběhu ledna 1995 převzala po Hagridovi hodiny Péče o kouzelné tvory, protože byl indisponován po hanlivém článku Rity Holoubkové. Učila studenty o jednorožcích. Na začátku února stejného roku se Hagrid vrátil a ona odešla.
Roku 1995 byl Hagrid opět indisponován a profesorka Červotočková se vrátila na své místo. Profesorka prošla kontrolou Dolores Umbridgeové. Dne 7. prosince se opět Hagrid vrátil a ona odešla. Kvůli svému způsobu výuky byla zbožňována děvčaty.

## Hektor Dagworth-Granger
Hektor Dagworth-Granger byl zakladatel Nejpozoruhodnější lektvarnické společnosti. Kromě mnoha předních výrobců lektvarů, pochyboval o vytvoření lektvaru nerozbitné a věčné lásky.
Roku 1996 se profesor Horacio Křiklan zeptal Hermiony Grangerové, zde není v příbuzenském vztahu s tímto mužem. Odpověděla, že není, protože je mudla. Nicméně Hermiona by mohla mít kouzelnické předky motáky (člověk z kouzelnické rodiny který nemá čarodějné nadání). Proto by mohla být jeho příbuznou.

## Roger Davies
Roger Davies se narodil asi roku 1977. Roku 1989 byl přijat na Bradavickou školu čar a kouzel a Moudrý klobouk jej zařadil do Havraspáru. Vstoupil do Havraspárského famfrpálového týmu do pozice střelce a nakonec se stal kapitánem.
Roku 1994 doprovázel na Vánočním plese Fleur Delacour. Byl velmi zaujat její krásou a šarmem.
Podle Cho Changové jí v červnu 1995 Roger požádal, aby s ním šla ven, ale ona odmítla, protože se zajímala o Harryho Pottera.

## Caradoc Dearborn
Caradoc Dearborn se narodil před rokem 1964. Během První kouzelnické války se Caradoc stal členem Fénixova řádu. Během konce války, Caradoc zmizel a už nikdy oněm nikdo neslyšel. Podle Alastora Moodyho zmizel šest měsíců po pořízení fotky členů. Byl považován za mrtvého avšak jeho tělo nebylo nikdy nalezeno.

## Monsieur Delacour
Monsieur Delacour byl francouzským kouzelníkem. O jeho raném věku se moc neví, včetně vzdělání a profese. V určitém okamžiku svého života potkal Apolline Delacourovou, která byla poloviční vílou. Oženil se s ní a měli dvě děti – Fleur a Gabrielle.
Roku 1994 navštívil se svou manželkou Turnaj tří kouzelníků.
Když bylo její starší dceři Fleur dvacet let, vdala se 1. srpna 1997 za Williama Weasleyho. On a jeho manželka přijeli krátce před svatbou, aby pomohli s přípravami. Po útoku Smrtijedů na svatbě oba se svými dětmi přežili. Je dědečkem Victoire, Dominiqua a Louise Weasleyových.

## Apolline Delacourová
Apolline Delacourová byla francouzská poloviční víla a kouzelnice. Vdala se za Monsieura Delacoura. Byla popisována jako vysoká, krásná a se zlatými blond vlasy, stejně jako její dcery Fleur a Gabrielle; tyto znaky zdědila po své matce víle.
Roku 1994 navštívila se svým manželem Turnaj tří kouzelníků.
V létě 1997 přijela se svým manželem na svatbu jejich dcery Fleur a Billiama Weasleyho. Pomáhala s přípravami. Je babičkou Victoire, Dominique a Louise Weasleyových.

## Patrick Delaney-Podmore
Sir Patrick Delaney-Podmore byl čaroděj. O jeho životě nic nevíme, jen to že byl sťat (pravděpodobně zavražděn). Je členem Honu bezhlavých. Dotohoto Honu nebyl přijat Skoro bezhlavý Nick protože má jen polovičně sťatou hlavu. Bojoval v Bitvě o Bradavice.

## Peregrine Derrick
Peregrine Derrick byl studentem Bradavic který nastoupil roku 1988. Moudrým kloboukem byl zařazen do Zmijozelu. Začal hrát spolu s Lucianem Bolem v Zmijozelském famfrpálovém družstvu v pozici odrážeče. V Derrickově sedmém ročníku, bylo Turnajem tří kouzelníků všechny famfrpálové hry Bradavic zrušeny, ale přesto si svou pozici v družstvu udržel a do ukončení studia v červnu 1995. Ona jeho kolega odrážeč Lucian Bole, byli na začátku příští famfrpálové sezóny nahrazeni Vincentem Crabbem a Gregory Goylem.

## Dylisa Derwentová
Dylisa Derwentová začala roku 1722 pracovat v Nemocnici u Svatého Munga. Roku 1741 opustila Nemocnici s stala se ředitelkou Bradavické školy čar a kouzel. Mezi studenty a profesory byla velmi populární. Zemřela ve funkci roku 1768.

## Barnabáš Deverill
Barnabáš Deverill byl čaroděj. Na počátku 18. století byl majitelem Bezové hůlky. Vysloužil si přezdívku Warlock. Byl zabit Loxiasem.

## Amos Diggory
Amos Diggory pravděpodobně navštěvoval Bradavice v letech 1960 nebo 1970. Po škole začal pracovat na Ministerstvu kouzel. Diggoriova rodina žila v blízkosti obce Ottery St Catchpole.
Roku 1994 se svou rodinou navštívili Mistrovství světa ve famfrpále. Po napadení Smrtijedů našel skřítku Winky a ptal se co se jí stalo. Ve stejný rok se jeho syn Cedric Diggory stal šampionem Turnaje tří kouzelníků. V turnaji zvítězil jak Cedric, tak Harry Potter, protože se dotkli naráz Poháru tří kouzelníků. Ten byl začarován jako přenášedlo za Voldemortem. Voldemort nařídil Červíčkovi, aby Cedrika zabil. Jeho tělo poté Harry přenesl zpět do Bradavic.

## Diggoryová
Diggoryová se narodila v kouzelnické rodině. Vdala se za Amose Diggoryho a spolu měli syna Cedrica. Cedric studoval na Bradavické škole a byl zařazen do Mrzimoru.
Bradavice navštívila ve školním roce 1994/1995, aby podpořila svého syna Cedrica ve třetím úkolu, protože byl šampionem Turnaje tří kouzelníků. V turnaji zvítězil jak Cedric, tak Harry Potter, protože se dotkli naráz Poháru tří kouzelníků. Ten byl začarován jako přenášedlo za Voldemortem. Voldemort nařídil Červíčkovi, aby Cedrika zabil. Jeho tělo poté Harry přenesl zpět do Bradavic.

## Ivor Dillonsby
Ivor Dillonsby byl čaroděj, se kterým dělala rozhovor Rita Holoubková pro svou knihu Život a lži Albuse Brumbála. Obvinil Brumbála z krádeže jeho dokladů a Batyldu Bagshotovou považoval za senilní.

## Vasily Dimitrov
Vasily Dimitrov byl střelec Bulharského národního famfrpálového mužstva a také kapitán týmu.

## Harold Dingle
Harold Dingle byl od roku 1990 student Bradavic. Snažil se prodat látku, která byla podle něho prášek z dračího drápu. Tento prášek chtěl prodat studentům, kteří měli skládat zkoušku Náležité kouzelnické úrovně. Nabyl to žádný prášek, ale trus z raracha. Naštěstí mu v tom zabránila Hermiona Grangerová.
Později chtěl prodat Deanovi Thomasovi a Seamuseovi Finniganovi Ohnivou whisky.

## Emma Dobbsová
Emma Dobbsová byla studentka Bradavické školy čar a kouzel, která nastoupila roku 1994.

## Mark Evans
Mark Evans se narodil asi roku 1985 v mudlovské rodině. Byl šikanován Dudleym a jeho gangem během léta 1995.

## Everard
Everard byl ředitelem Bradavic. Po své smrti byl připomínán jako jeden z nejslavnějších ředitelů. Při napadení Arthura Weasleyho roku 1995 požádal Brumbál jeho portrét, aby šel na svůj další portrét na ministerstvu kouzel a spustil poplach, díky kterému pana Weasleyho našli.

## Benjy Fenwick
Benjy Fenwick byl britský čaroděj, který navštěvoval Bradavickou školu čar a kouzel. Během První kouzelnické války, se stal členem Fénixova řádu, organizace kterou založil Albus Brumbál jako odboj proti Voldemortovi. Pravděpodobně bojoval v několika bitvách.
Během války byl brutálně zavražděn Smrtijedem. Smrtijed na něj použil kletbu která ho roztrhala na kusy a pak zlikvidoval jeho ostatky.

## Finniganová
Finniganová byla Irka, která navštěvovala Bradavickou školu čar a kouzel a Moudrý klobouk jí pravděpodobně zařadil do Nebelvíru. Byla fanouškem famfrpálu a nejvíce podporocvala Irský národní famfrpálový tým.
Po škole se zamilovala do mudly Finnigana a později se za něj vdala, aniž by mu řekla, že je čarodějka. Když mu své tajemství odhalila, byl to pro něj velký šok. Mají spolu syna Seamuse Finnigana, který navštěvoval Bradavice.
Roku 1994 vzala svého syna a jeho kamaráda na Mistrovství světa ve famfrpále, na finále mezi Iry a Bulhary. Jejich stan byl pokryt trojlístky. Ministerstvo bylo znepokojeno výzdobou stanu, ale paní Finniganová se odvolala na výzdobu příznivců Bulharska.
Je popisována jako bledá žena s pískově zbarvenými vlasy.

## Perenella Flamelová
Perenella Flamelová byla žena slavného alchymisty Nicolase Flamela, výrobce Kamene mudrců. On a její manžel se v mládí setkali v Kouzelnické akademii v Krásnohůlkách. Se svým manželem vypili elixír mládí vyrobený Kamenem mudrců a po jeho zničení další rok zemřeli. Zemřela ve věku 658 let.

## Marcus Flint
Marcus Flint se narodil roku 1974 nebo 1975 ve Velké Británie. Byl potomkem čistokrevné kouzelnické rodiny Flintů a možná měl příbuzenský vztah s bývalou ministryní kouzel Josefinou Flintovou a Ursulou Blackovou později Flintovou. Roku 1986 byl přijat do školy čar a kouzel v Bradavicích a Moudrý klobouk jej zařadil do Zmijozelu.
Vstoupil do Zmijozelského famfrpálového týmu jako střelec a později se stal kapitánem. Flint byl znám jako drsný hráč.
Roku 1992 byl potešen, že po přijetí Draca Malfoye do týmu získali od Lucia Malfoye nová košťata. Školu měl dokončit roku 1993, ale kvůli tomu, že propadl u zkoušky, opakoval ročník. Není známo, co dělal po dokončení studia.

## Christian Alexander
Christian Alexander byl student Nebelvíru. Byl jedním z příhlášených na trénink famfrpálu v úterý v 19:00. Přihláška byla umístěna na vývěsce v nebelvírské společenské místnosti.

## Brandon Angel
Brandon Angel byl student Nebelvíru. Byl jedním z příhlášených na trénink famfrpálu v úterý v 19:00. Přihláška byla umístěna na vývěsce v nebelvírské společenské místnosti.

## Omar Abasi
Omar Abasi byl kouzelník a léčitel v nemocnici u svatého Munga. Pracoval v prvním patře na oddělení Zranění způsobená kouzelnými tvory. V určitém okamžiku své kariéty byl povolán na Ministerstvo kouzel, respektive do Odboru pro dohled nad kouzelnými tvory, do kanceláře divize zvířat, osob a duchů. Zde poskytl vyšetřovatelům své odborné znalosti a vyjádřil své stanovisko k případům, na kterých pracovali.
V jednu chvíli navštívil brankáře Kudleyských kanonýrů Gordona Hortona, poté co by napaden na cvitišti a diagnostikoval mu mírný otřes mozku. Poznamenal také že Gordonova souprava byla roztrhaná, pravděpodobně ostrými drápy. Jeho pozorování bylo správně, protože po vyšetřování bylo zjištěno napadení hipogryfem.
Vymazal také vzpomínky mudly Laury Thorn, která objevila horského trola.

## Roland Abberley
Roland Abberley byl v 90. letech 20. století studentem Havraspáru. Vlastnil pár rukavic z dračí kůže, které mu byly ukradeny krátce před Vánočními svátky roku 1996 Vincentem Crabbem a Gregorym Goylem. Harry rukavice získal po souboji s Crabbem a Goylem a Roland tyto rukavice daroval Harrymu. Harry rukavice daroval na Vánoce Fredovi a Georgovi Weasleyovým.

## Theophilus Abbot
Theophilus Abbot byl americký kouzelník a historik. Studoval mudlovské rodiny pocházející ze Scourers (skupina nepoctivých kouzelnických žoldáků žijící v 17. století v USA). Objevil v nich velkou víru v magii a intenzivní nenávist a pomstychtivost jejich předků. Byl autorem knihy Scourers and the Creation of MACUSA někdy před rokem 1926.